# Arauquita
Arauquita là một khu tự quản thuộc tỉnh Arauca, Colombia. Thủ phủ của khu tự quản#Arauquita đóng tại Arauquita Khu tự quản Arauquita có diện tích 3060 ki lô mét vuông. Đến thời điểm ngày 28 tháng 5 năm 2005, khu tự quản Arauquita có dân số 22931 người.